# Калайи-Уст
Калайи-Уст (дари قلعه وست) — кишлак на северо-востоке Афганистана, в вилаяте (провинции) Бадахшан. Входит в состав района Вахан.

## Географическое положение
Калайи-Уст расположен на северо-востоке Бадахшана, в высокогорной местности, на левом берегу реки Вахандарьи, вблизи места впадения в неё малой одноимённой реки, на расстоянии приблизительно 200 километров к востоку от города Файзабада, административного центра вилаята. Абсолютная высота — 2921 метр над уровнем моря. Ближайшие населённые пункты — кишлак Ширк (выше по течению Вахандарьи), кишлак Суст (ниже по течению Вахандарьи).

## Население
На 2003 год население составляло 246 человек (130 мужчин и 116 женщин). Дети в возрасте до 15 лет составляли 43 % от общего количества жителей кишлака. В национальном составе преобладают ваханцы.